# Lomtjärnen (Äppelbo socken, Dalarna)
Lomtjärnen är en sjö i Vansbro kommun i Dalarna och ingår i Dalälvens huvudavrinningsområde.